# Tsalka
Tsalka (en georgiano: წალკა; en griego: Τσάλκα; en armenio: Թռեղք, romanizado: Trreghk; en azerí: Barmaqsız) es una ciudad de Georgia ubicada en el noroeste de la región de Baja Iberia, siendo la capital del municipio homónimo. 

## Geografía
Tsalka está situada al sur de la meseta de Tsalka en la cordillera de Trialeti, unos 60 kilómetros al suroeste de Tiflis.

### Clima
El invierno en Tsalka es frío con muchas nevadas y tormentas, mientras que el clima de verano es cálido durante el día y fresco por la noche.

## Historia
Se considera que el año de su fundación es 1829, cuando las autoridades del Imperio ruso permitieron que los griegos pónticos y los urums del Imperio otomano se establecieran allí. Estos griegos procedían de áreas del Imperio otomano, principalmente el pueblo de Parmaksiz en el este de Turquía, que habían sido conquistadas por el ejército ruso en la guerra ruso-turca de 1828-1829 pero que volvieron al Imperio otomano después de la Paz de Adrianópolis. Los griegos fundaron primero Bashtasheni, cinco kilómetros al noreste de la actual Tsalka, poco después también en otros lugares, incluido el pueblo de Barmaksisi (en georgiano: ბარმაქსიზი) en lugar de la actual Tsalka.
En relación con la construcción del embalse de Tsalka y varias centrales hidroeléctricas en el Chrami a partir de la década de 1930, el pueblo se convirtió en el centro logístico de la construcción, rebautizado como Tsalka en 1932 y elevado a un asentamiento de tipo urbano. Tras el establecimiento de varias empresas industriales (ingeniería mecánica, industria textil y alimentaria, industria de la construcción) y el inicio de la construcción de una línea ferroviaria, se concedieron los derechos de ciudad en 1984.
Hacia finales de la década de 1980 y especialmente tras el colapso de la Unión Soviética, una parte importante de la población griega de la zona y de la ciudad de Tsalka emigró a Rusia (principalmente al norte del Cáucaso) y a Grecia en la década de 1990. La población de la ciudad se redujo a menos de una cuarta parte en 2002 en comparación con 1989; la proporción de la población griega en el municipio de Tsalka pasó del 61% al 22%. En lugar de los griegos, un número menor de refugiados georgianos de Abjasia y Osetia del Sur llegó a Tsalka y sus alrededores, considerado uno de los más inhóspitos de Georgia debido a su ubicación alta y relativamente escasa de vegetación. Hay consideraciones de compensar la disminución de la población mediante el asentamiento de turcos mesjetios dispuestos a regresar de los estados sucesores de la Unión Soviética en Asia Central, cuyos antepasados fueron deportados en 1944 de lo que entonces era la RSS de Georgia.

## Demografía
La evolución demográfica de Tsalka entre 1939 y 2014 fue la siguiente:
| 964                                             | 7065 | 5819 | 6245 | 8043 | 1741 | 2326 |
| (Fuente: Population of Georgia in Soviet times) |      |      |      |      |      |      |

Su población era de 2326 en 2014, con el 82% de la población son georgianos.
|              | 1939      | 1939       | 2014      | 2014       |
| Grupo étnico | Población | Porcentaje | Población | Porcentaje |
| ------------ | --------- | ---------- | --------- | ---------- |
| Georgianos   | 166       | 3,4%       | 1913      | 82,24%     |
| Rusos        | 958       | 19,7%      | -         | -          |
| Ucranianos   | 958       | 19,7%      | -         | -          |
| Azeríes      | 43        | 0,9%       | 44        | 1,89%      |
| Armenios     | 171       | 3,5%       | 32        | 1,37%      |
| Griegos      | 3444      | 70,6%      | 321       | 13,8%      |
| Judíos       | 7         | 0,1%       | -         | -          |
| Osetios      | 20        | 0,4%       | -         | -          |
| Alemanes     | 14        | 0,3%       | -         | -          |
| Total        | 4875      | 100%       | 2326      | 100%       |

Hasta principios de la década de 1990, la ciudad estaba habitada principalmente por griegos, que desde entonces han emigrado en gran número. Varios miles de personas de etnia georgiana que habían sufrido deslizamientos de tierra en Esvanetia y Ayaria se establecieron en Tsalka entre 1997 y 2006.

## Economía
Las plantas industriales creadas en el período soviético están fuera de servicio. El embalse de Tsalka, al norte de la ciudad, se utiliza para generar electricidad.

## Infraestructura

### Lugares de interés
En Tsalka se conserva una iglesia del siglo XIX. 

### Transporte
La carretera de Tiflis a Ajalkalaki, cerca de la frontera turca, pasa por Tsalka.
La línea ferroviaria que atraviesa la ciudad, que se bifurca de la línea Tiflis-Guiumri-Ereván en Marneuli y conduce a Ajalkalaki, cuya construcción comenzó en la década de 1980, solo pudo comenzar a operar regularmente después de 2000 debido a dificultades políticas y económicas. Está previsto ampliarlo como parte del proyecto ferroviario Kars-Bakú.

## Galería

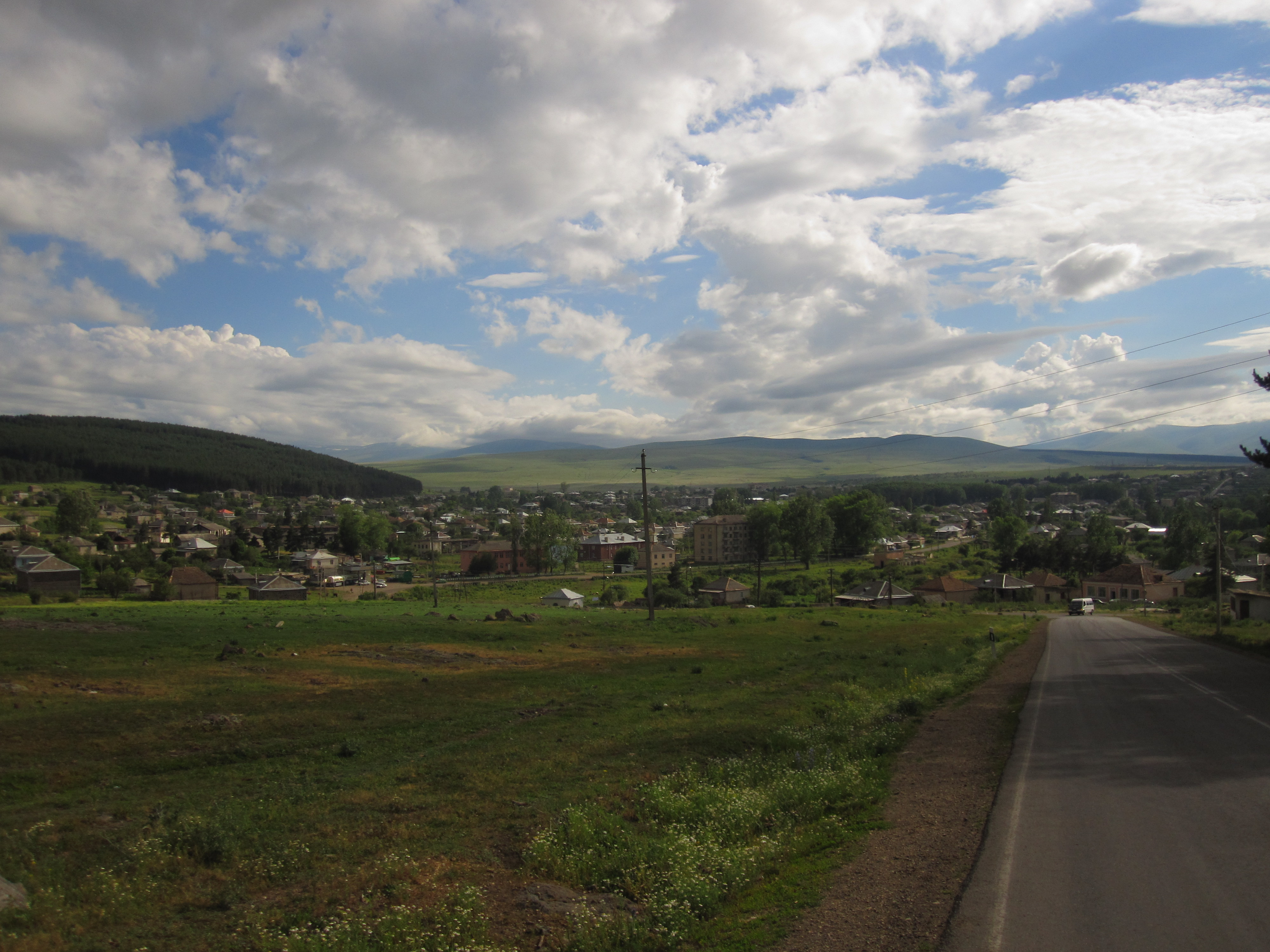
Vista de Tsalka
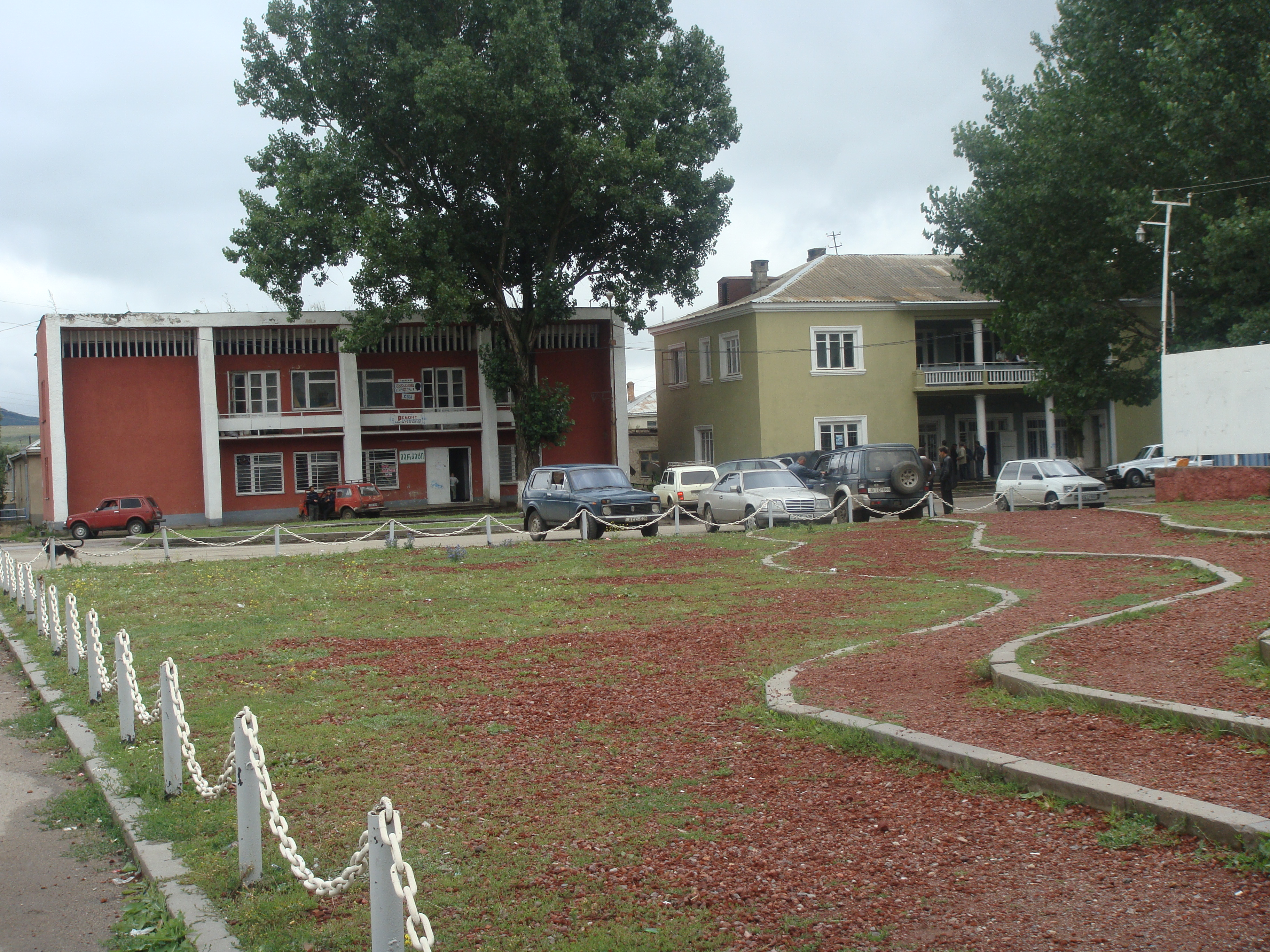
Centro de Tsalka